# Les Monts-d'Aunay
Les Monts-d'Aunay es una comuna nueva francesa situada en el departamento de Calvados, de la región de Normandía.

## Historia
Fue creada el 1 de enero de 2017, en aplicación de una resolución del prefecto de Calvados de 26 de septiembre de 2016 con la unión de las comunas de Aunay-sur-Odon, Bauquay, Campandré-Valcongrain, Danvou-la-Ferrière, Le Plessis-Grimoult, Ondefontaine y Roucamps, pasando a estar el ayuntamiento en la antigua comuna de Aunay-sur-Odon.

## Demografía
| Gráfica de evolución demográfica de Les Monts-d'Aunay entre 1800 y 2014 |
|                                                                         |

Los datos entre 1800 y 2013 son el resultado de sumar los parciales de las siete comunas que forman la nueva comuna de Les Monts-d'Aunay, cuyos datos se han cogido de 1800 a 1999, para las comunas de Aunay-sur-Odon, Bauquay, Campandré-Valcongrain, Danvou-la-Ferrière, Le Plessis-Grimoult, Ondefontaine y Roucamps de la página francesa EHESS/Cassini. Los demás datos se han cogido de la página del INSEE.

## Composición
| Comuna delegada       | Código INSEE | Población (2013) | Superficie (km²) | Densidad (hab./km²) |
| --------------------- | ------------ | ---------------- | ---------------- | ------------------- |
| Aunay-sur-Odon        | 14027        | 3275             | 12.74            | 257                 |
| Bauquay               | 14056        | 298              | 1.79             | 166                 |
| Campandré-Valcongrain | 14128        | 108              | 6.57             | 16                  |
| Danvou-la-Ferrière    | 14219        | 171              | 11.51            | 15                  |
| Le Plessis-Grimoult   | 14508        | 348              | 16.15            | 22                  |
| Ondefontaine          | 14477        | 335              | 15.26            | 22                  |
| Roucamps              | 14544        | 226              | 5.41             | 42                  |